# Parque Nacional Ukkusiksalik

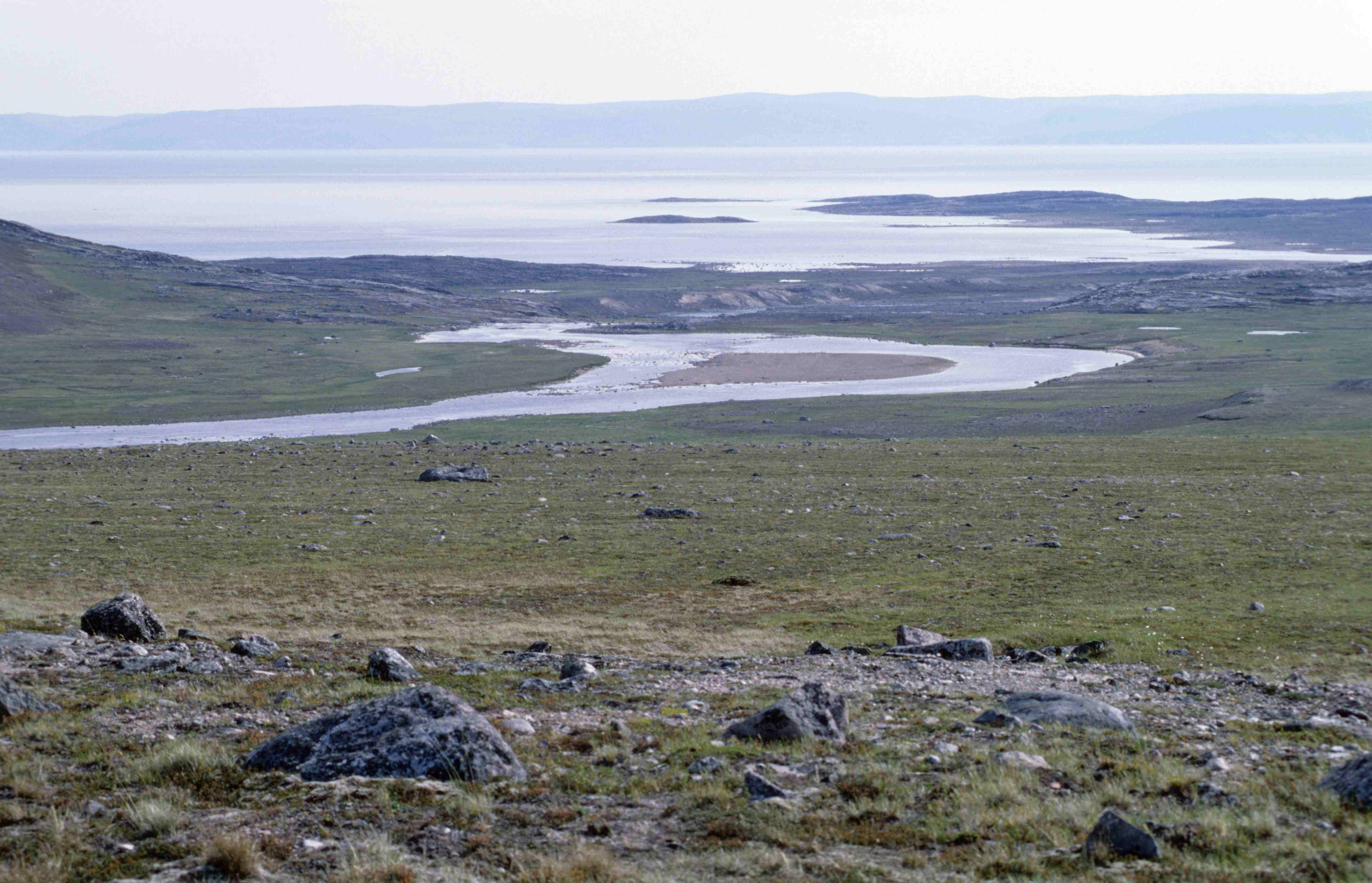
Vista da Baía Wager em Ukkusiksalik.

O Parque Nacional Ukkusiksalik localiza-se em Nunavut, Canadá. Foi fundado em 23 de agosto de 2003 e tem uma área de 20 000 km².